# АЭС Чернаводэ
Чернаводская АЭС (рум. Centrala Nucleară de la Cernavodă) — атомная электростанция (АЭС) в Румынии, крупнейший производитель электроэнергии страны. Расположена на территории одноимённого горсовета Чернаводэ. Первая и единственная АЭС в стране.
Станция была спроектирована канадской государственной компанией Atomic Energy of Canada Limited (AECL) в 1980-х годах, в период правления Николае Чаушеску. 
АЭС использует тяжеловодные водо-водяные реакторы CANDU типа PHWR от AECL. В качестве замедлителя нейтронов используется тяжёлая вода, произведённая в городе Дробета-Турну-Северин (выпускается и в г. Турну-Мэгуреле), а для охлаждения — вода из канала «Дунай — Чёрное море».
Первоначальный проект станции предполагал сооружение пяти энергоблоков. Сейчас в промышленной эксплуатации находятся два энергоблока с реакторами CANDU. 
Ещё три частично построенных блока (также спроектированные для реакторов PHWR) расположены на той же площадке, их строительство было остановлено в 1990 году. Правительство Румынии намерено достроить третий и четвёртый энергоблоки (о завершении пятого блока речь пока не идёт).
Среднегодовая выработка станции — 5,613 ГВт⋅ч. Это примерно от 18 до 20 % электроэнергии, ежегодно потребляемой Румынией.

## История

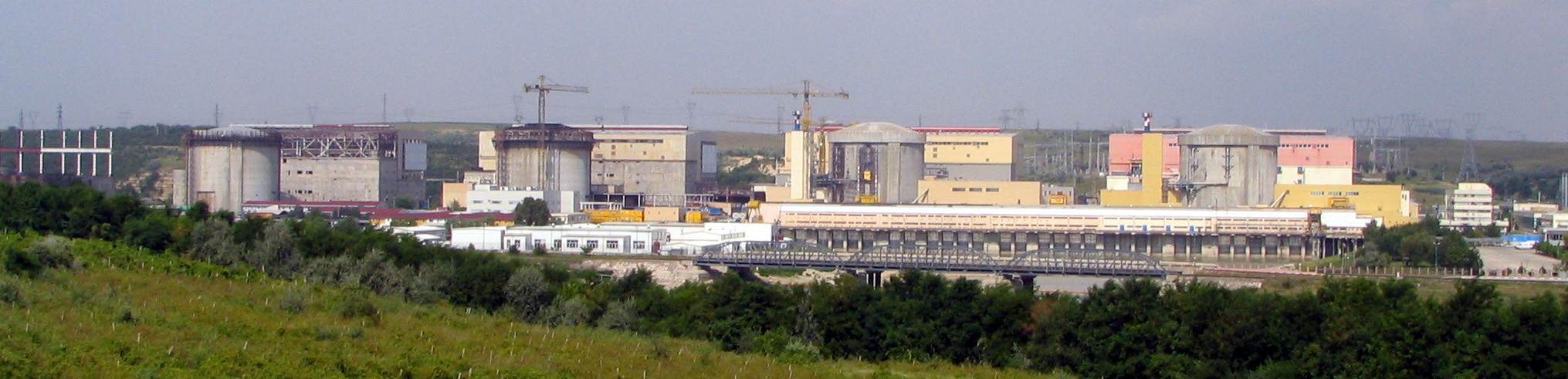
АЭС в 2006 году. Единственным действующим на тот момент был 1-й блок станции (крайний справа). 2й энергоблок вступил в строй в 2007 году

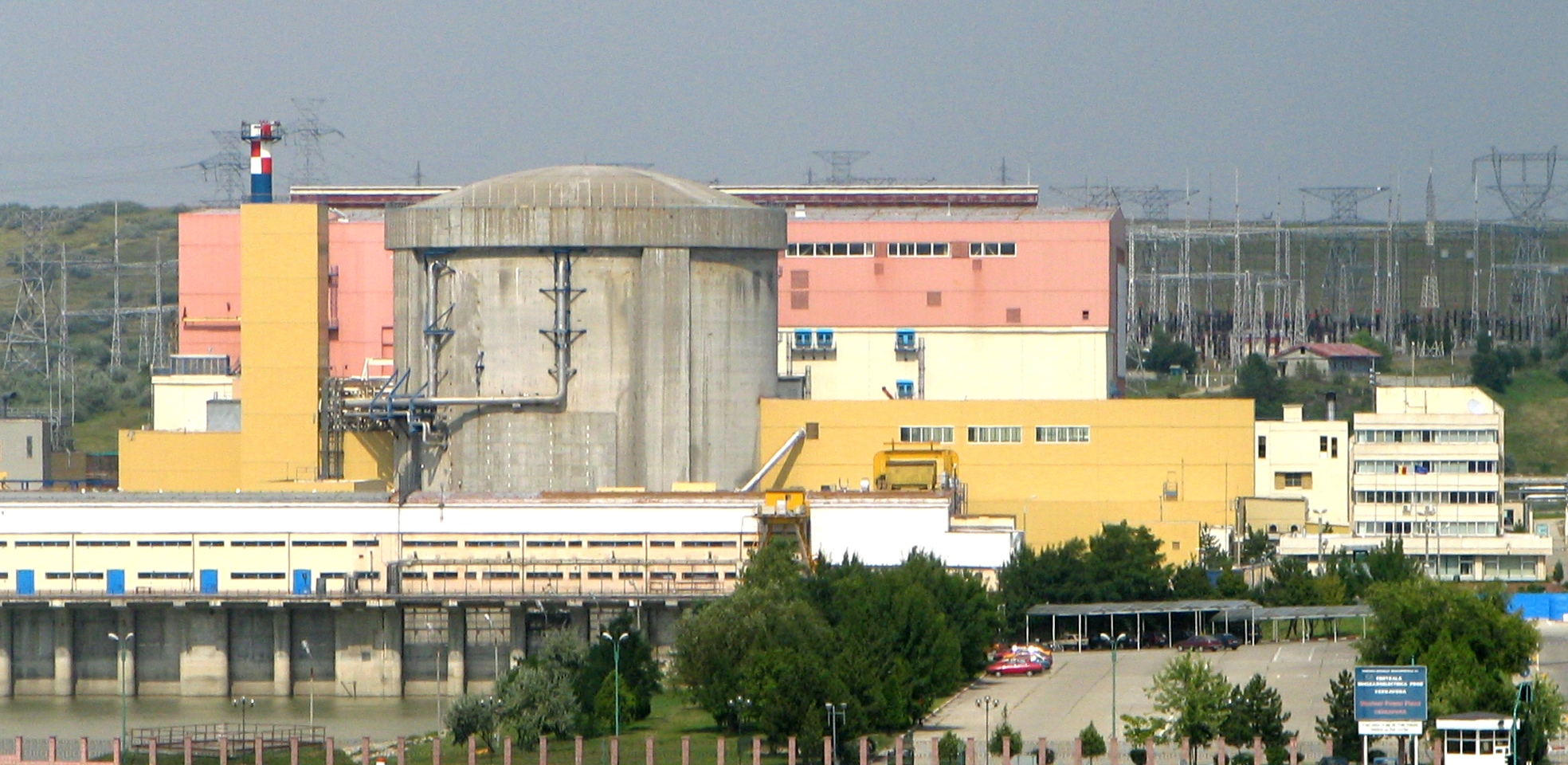
Первый энергоблок

Возведение станции велось совместно канадской AECL и итальянской Ansaldo Nucleare (Ansaldo Energia).
План по строительству атомных электростанций в стране появился во время правления Николае Чаушеску, в начале 1980-х годов. Тогда же в СРР были созданы складские резервы урана, а также, согласно проекту, последовательно начали сооружать пять энергоблоков АЭС в Чернаводэ с канадскими тяжеловодными водо-водяными реакторамиCANDU типа PHWR. 
К 1989 году строительство АЭС было приостановлено (см. Чернобыльская авария).
Первый блок станции, вырабатывающий 705,6 МВт электроэнергии, был достроен и сдан в 1996 году.
В 2003 году для управления строительством частично возведённого второго энергоблока станции и ввода его в эксплуатацию был создан консорциум из румынской Nuclearelectrica (SNN) SA, канадской AECL и итальянской Ansaldo Nucleare. Четыре года спустя, 6 мая 2007 года, состоялась его сдача, к 7 августа он был подключён к сети. На полную мощность блок выведен 12 сентября 2007 года.
Официальная же сдача в эксплуатацию блока состоялась в пятницу, 5 октября 2007 года. В церемонии принял участие премьер-министр Румынии Кэлин Попеску-Тэричану, а также руководство AECL. После сдачи 2-го блока станция стала крупнейшим производителем электроэнергии в стране.

## Дальнейшее расширение
Недостроенные третий и четвёртый энергоблоки с теми же реакторами имеют конструкцию, аналогичную второму блоку, мощность каждого — 740 МВт. 
За сохранность трёх недостроенных энергоблоков отвечает CNE-INVEST[что?].
С 2000-х годов правительство Румынии стремится достроить оба энергоблока и ввести их в эксплуатацию. Компании Канады, Италии, России, Чехии, Бельгии, Франции, Германии, Испании, Южной Кореи и Китая привлекались к проекту.
20 ноября 2008 года Nuclearelectrica, а также компании ArcelorMittal, ČEZ Group, GDF Suez, Enel, Iberdrola и RWE договорились о создании совместной организации, которая должна заняться завершением строительства энергоблоков № 3 и № 4, их вводом и дальнейшей эксплуатацией. Компания под названием Energonuclear была зарегистрирована в марте 2009 года.
20 января 2011 года три компании (GDF Suez, Iberdrola и RWE) вышли из проекта. 
 
После этого, в сентябре 2012, проект покинула ČEZ Group, сославшись на «Экономические и рыночные факторы неопределённости, связанные с этим проектом, связанные, по большей части, с текущим финансовым кризисом. Они несовместимы сейчас к требованиям по части капитальных вложений в проект новой атомной электростанции». 

В декабре 2013 года ArcelorMittal и Enel продали свои доли в этом проекте.
В конце 2015 года Societatea Nationala Nuclearelectrica и китайская компания China General Nuclear Power Group (CGN) подписали договор, по которому CGN достроит третий и четвёртый энергоблоки и частично обеспечит финансирование строительства. Изначально ввод в эксплуатацию энергоблоков предполагался в 2014 и 2015 годах соответственно, впоследствии их сдача была перенесена на 2016—2017 годы. 
Договор с CGN предполагает завершение проектов не ранее 2019 и 2020 годов.
Оценки стоимости строительства значительно расходятся. В проведённом компанией Deloitte технико-экономическом исследовании наиболее экономически целесообразным сценарием была бы единовременная достройка в два этапа обоих энергоблоков. Стоимость достройки оценивалась компанией в 2,3 млрд евро. 
Согласно исследованию Ernst & Young предложенная ранее оценка 4 миллиарда евро нереалистична, аудиторская компания полагает, что завершение строительства обойдется в 7,67 миллиардов евро.
Согласно Национальной комиссии по вопросам ядерной деятельности Румынии после сдачи этих двух блоков страна сможет обеспечить АЭС ураном только на 12 %, что связано с истощением его запасов.
Планов по завершению строительства пятого энергоблока пока нет.
23 мая 2022 года в Бухаресте в ходе встречи с заместителем министра энергетики США Дэвидом Турком премьер-министр Румынии Николае Чукэ заявил о планах строительства нескольких ядерных реакторов на Чернаводской АЭС. В ноябре сообщается, что правительство Румынии завершило переговоры с американской финансовой группой и подписало соглашение о возведении двух энергоблоков на АЭС «Чернавода»; в рамках предварительного соглашения выделяется 6,6 млн долларов, на которые канадский подрядчик Candu Energy Inc. должен провести комплексную подготовку лицензионного базиса, что означает разработку полного пакета разрешительной документации.

## Руководство и собственники
По состоянию на ноябрь 2011 года, большая часть (84.65 %) акций АЭС принадлежит правительству Румынии.

## Инциденты
- 8 апреля 2009 года: остановлен из-за неисправности второй реактор станции, что привело к отключению электричества[17].
- 30 мая 2009 года: остановлен первый блок, причина — возникновение трещины в водяном трубопроводе. Второй блок станции в то время проходил капитальный ремонт, поэтому он не производил электроэнергию[18].
- 16 января 2010 года: из-за утечки пара остановлен первый энергоблок[19].
- 7 ноября 2012 и 9 января 2013 года: автоматическое отключение реакторов АЭС[20].
- 23 июля 2018 года: автоматическое отключение одного из реакторов в результате ложного срабатывания защиты[21].

## Энергоблоки
| Энергоблок  | Тип реакторов  | Мощность | Мощность | Начало строительства | Синхронизации в сети | Коммерческий пуск | Закрытие                              |
| Энергоблок  | Тип реакторов  | Чистый   | Брутто   | Начало строительства | Синхронизации в сети | Коммерческий пуск | Закрытие                              |
| ----------- | -------------- | -------- | -------- | -------------------- | -------------------- | ----------------- | ------------------------------------- |
| Чернаводэ-1 | PHWR (CANDU-6) | 651 МВт  | 706 МВт  | 01.07.1982           | 11.07.1996           | 02.12.1996        |                                       |
| Чернаводэ-2 | PHWR (CANDU-6) | 655 МВт  | 706 МВт  | 01.07.1983           | 07.08.2007           | 28.09.2007        |                                       |
| Чернаводэ-3 | PHWR (CANDU)   | 655 МВт  | 706 МВт  | 09.02.1984           |                      |                   | 01.12.1990: строительство остановлено |
| Чернаводэ-4 | PHWR (CANDU)   | 655 МВт  | 706 МВт  | 15.08.1985           |                      |                   | 01.12.1990: строительство остановлено |
| Чернаводэ-5 | PHWR (CANDU)   | 655 МВт  | 706 МВт  | 12.05.1987           | неизвестно           |                   | 01.12.1990: строительство остановлено |